# Yrjö Ekqvist
Yrjö Ekqvist (Yrjö Rafael Ekqvist; * 10. November 1898 in Ekenäs; † 20. November 1973 in Perniö) war ein finnischer Speerwerfer.
Bei den Olympischen Spielen 1924 in Paris wurde er Vierter mit 57,56 m.
1923 und 1924 wurde er Finnischer Meister. Seine persönliche Bestleistung von 65,33 m stellte er am 14. September 1924 in Turku auf.